# 梶原慧
梶原 慧（かじわら さとし、1988年7月31日 - ）は、日本の男性プロレスラー。埼玉県川口市出身。血液型A型。

## 経歴
中学の頃、プロレスリング・ノアの丸藤正道に憧れてプロレスラーになりたいと思い、丸藤と同じ埼玉栄高校に入学しレスリング部に所属した。丸藤同様にインターハイ出場経験もある。
2007年9月にメキシコに渡り、闘龍門の14期生として入門。10月14日に対花岡大輔戦でデビュー。12月9日に開催されたヤングドラゴン杯では、デビュー2か月ながら決勝戦に進出。約1年のメキシコ修行を経て闘いの場を日本に移すと、ドラディション、健介オフィスなどで活躍。
2010年1月24日に健介オフィスに入団。
2010年10月、第4回「日テレG+杯争奪ジュニアヘビー級タッグ・リーグ戦」に中嶋勝彦とタッグを組んで出場。
2014年3月4日、佐々木健介が引退し、ダイヤモンド・リングが事実上活動停止になることに伴い、現在は別の仕事を始めているためプロレス活動を休業することが発表された。

## 得意技
フロッグスプラッシュ

## タイトル歴
天龍プロジェクト
- インターナショナルジュニアヘビー級タッグ王座（第16代）（パートナーは中嶋勝彦）

闘龍門
- ヤングドラゴン杯優勝（2008年）